# NGC 2347
NGC 2347 (również PGC 20539 lub UGC 3759) – galaktyka spiralna (Sb), znajdująca się w gwiazdozbiorze Żyrafy. Odkrył ją William Herschel 1 listopada 1788 roku. Jest to galaktyka z aktywnym jądrem typu LINER.
W galaktyce tej zaobserwowano supernową SN 2001ee.